# Nerax fuscanipennis
Nerax fuscanipennis là một loài ruồi trong họ Asilidae. Nerax fuscanipennis được Macquart miêu tả năm 1850. Loài này phân bố ở vùng Tân nhiệt đới.